# Andrzej Waligórski (konsul)
Andrzej Waligórski (ur. 3 grudnia 1905, zm. ?) – polski oficer i urzędnik konsularny. Pełnił obowiązki w polskiej służbie zagranicznej, m.in. w charakterze wicekonsula w Użgorodzie (1938), kier. konsulatu w Chuszcie (1938–1939), pracownika ambasady w Berlinie (1939). W Użgorodzie i Chuszcie pełnił też funkcję rezydenta Oddziału II Sztabu Głównego.